# D.C. United
D.C. United là một câu lạc bộ bóng đá chuyên nghiệp Mỹ có trụ sở tại Washington, D.C. Câu lạc bộ thi đấu với tư cách là thành viên của Liên đoàn miền Đông ở Giải bóng đá nhà nghề Mỹ (MLS), cấp độ cao nhất của bóng đá chuyên nghiệp Mỹ. Đặc quyền bắt đầu thi đấu năm 1996 như là một trong mười câu lạc bộ điều lệ của giải đấu. Câu lạc bộ là một trong những câu lạc bộ thành công nhất trong những năm đầu của MLS, giành tám trong số mười ba danh hiệu từ năm 1996 đến năm 1998 dưới thời huấn luyện viên trưởng Bruce Arena. United giữ kỷ lục MLS chung cho hầu hết Supporters' Shield, có bốn Cúp MLS và ba lần lên ngôi vô địch Cúp Lamar Hunt Mỹ mở rộng. Đây cũng là câu lạc bộ đầu tiên giành được cả MLS Supporters' Shield và MLS Cup liên tiếp.